# Agrilus aurinotus
Agrilus aurinotus (лат.) — вид узкотелых жуков-златок.

## Распространение
Китай.

## Описание
Длина тела взрослых насекомых (имаго) около 8 мм. Отличаются двухцветным верхом надкрылий с золотистыми боками, вытянутым пронотумом с отчётливыми срединными вдавлениями. Тело узкое, основная окраска со спинной стороны тёмная с зеленовато-золотистым отблеском. Переднегрудь с воротничком. Боковой край переднеспинки цельный, гладкий. Глаза крупные, почти соприкасаются с переднеспинкой. Личинки развиваются на различных лиственных деревьях. Встречаются в  июне на высотах около 1600 м. Вид был впервые описан в 2011 году в ходе ревизии, проведённой канадскими колеоптерологами Эдвардом Йендеком (Eduard Jendek) и Василием Гребенниковым (Оттава, Канада).